# Litra SA
 Der er for få eller ingen kildehenvisninger i denne artikel, hvilket er et problem. Du kan hjælpe ved at angive troværdige kilder til de påstande, som fremføres i artiklen.

Litra SA (fuld betegnelse: litra SA-SB-SC-SD-SD-SC-SB-SA) er et ottevogns togsæt og med 105 leverede sæt den største gruppe af DSB's 4. generations S-tog. De blev sat i drift 1996-2007.
Hele togsættet er videoovervåget for at begrænse hærværk og øge tryghedsfornemmelsen hos passagerer og personale. Togene accelererer hurtigt og støjsvagt, og opleves generelt som meget komfortable og lyse tog. Tophastigheden er 120 km/t. På Ringbanen er tophastigheden 80 km/t.
Der blev oprindeligt bestilt 120 8-vognstogsæt, litra SA, men ordren blev pga. den forlængede ringbane ændret, således at de sidste 15 stk 8-vognstogsæt blev vekslet til 30 stk 4-vognstogsæt, litra SE. En ulykke i 2002 bevirkede imidlertid, at et 8-vognssæt måtte udrangeres, og nu er opklodset i Århus. Som erstatning anskaffedes et ekstra 4-vognstogsæt. I alt er der således leveret 136 togsæt, hvoraf de 105 er 8-vognstogsæt og de 31 er 4-vognstogsæt.
På grund af deres buttede facon har togsættene blandt togentusiaster fået øgenavnene perronknuseren, bobletog og Hamsteren/Dværghamsteren – formentlig bestemt af vognantallet, otte eller fire.[kilde mangler]
4. generations s-toget er mere energiøkonomisk end sine forgængere, idet det er udstyret med såkaldt regenerativ bremsning. Det betyder, at toget kan bremse elektrisk, hvor den producerede energi enten bruges af toget selv eller sendes ud i køreledningen til brug for andre tog. Hvis toget ikke havde regenerative bremser, ville det betyde, at der skulle indkøbes ca. 40 % mere el fra elselskabet.
(Kørestrømsanlægget på S-Banen er dog ikke udbygget til regenerativ bremsning; den overskydende energi bliver derfor brændt af i en bremsemodstand på taget. [CØW])[kilde mangler]
Det er primært den elektriske bremse, der bruges, men herudover har toget naturligvis også mekaniske bremser.
Kort tid efter lanceringen af den nye køreplan i september 2007 indførte DSB stillezoner i litra SA. De blev oprettet som en forsøgsordning, fordi mange passagerer havde efterlyst muligheden for, at kunne sidde i fred på turen. Her må man, ligesom i andre stillezoner, ikke tale i mobiltelefon, og man må sidde et andet sted hvis man ønsker at føre en samtale.

## Togsæt
Et togsæt består af otte vogne, der kun kan adskilles på værksted. Som det fremgår af litra, er togsættet symmetrisk oprangeret. De otte vogne har altid fælles løbenummer men hver sit "serienummer".
De fire vogntyper er
- SA 8101-8205 / 9101-9205 = Motorvogn med førerrum og flexrum til cykler, m.m.
- SB 8301-8405 / 9301-9405 = Motorvogn med strømaftager
- SC 8601-8705 / 9601-9705 = Mellemvogn
- SD 8801-8905 / 9801-9905 = Motorvogn med traktionscontainer (vekselrettere)

Togsættene er bygget af Alstom LHB og Siemens i Salzgitter, Tyskland. De enkelte vogne i togsættet har enkeltakslede, hydraulisk kurvestyrede bogier med hydrauliske bremser. Togene kører på 1650 V jævnstrøm, men togsættet har ligesom tredje generation af DSBs S-tog vekselstrømsbanemotorer. Den maksimale hastighed er 120 km/t, og togene kan accelerere op til 1,3 m/s². Togsættet har Scharfenbergautomatkobling. Et samlet togsæt bestående af otte vogne er 83,78 m langt og 3,52 m bredt.
I modsætning til de tidligere S-togstyper har dette S-togssæt gennemgang og frit udsyn mellem vognene i hele togsættets længde. De korte vogne, som togsættet består af, har i øvrigt givet konstruktører og designere bedre muligheder for at udnytte togets tværsnitsprofil.

## Tekniske data
- Akselrækkefølge A’ A’ A’ 1A’ + A’ 1A’ A’ A’.
- Sporvidde 1.435 mm.
- Længde over koblinger 83.780 mm.
- Bredde 3.600 mm.
- Antal siddepladser 312 +.
- Klapsæder i de 2 fleksrum 28.
- Antal ståpladser ca. 360.
- Vægt (tom) 123,8 t.
- Vægt (med passagerer) maks. 195 t.
- Hjuldiameter 840 mm (nyt).
- Gulvhøjde 1.100 mm.
- Hastighed 120 km/t.
- Spændingssystem 1.650 V DC.
- Maksimal effekt acceleration 1.720 kW.
- Maksimal effekt bremse 2.950 kW.
- Maksimal acceleration 1,3 m/s2.
- Maksimal retardation 1,2 m/s2.

## Eksterne Henvisninger
- Wikimedia Commons har flere filer relateret til Litra SA
- Banesiden – aktuel status for 4. generations S-tog Arkiveret 19. august 2007 hos  Wayback Machine
- Tekniske data Arkiveret 2. februar 2012 hos  Wayback Machine
- Litra SA på dsb.dk